# Kovács Zoltán (súlyemelő)
Kovács Zoltán (Budapest, 1977. augusztus 24. –) magyar súlyemelő

## Pályafutása

### Súlyemelőként
Magas (180 cm), arányos testi felépítésű (94-105 kg), erős izomzata biztosította, hogy eredményes sportoló lehessen. Sportpályafutásának egyesülete kezdetekben a Csepel SC, aztán a Piliscsabai SE, majd a BKV Előre SC Súlyemelő Szakosztálya. 
Nevelőedzője: Orvos András mesteredző, edzői: Baczakó Péter, Kovács József voltak. 
Súlycsoportja előbb a 94 kg, majd a 105 kg volt. 
Háromszor nyerte el az év magyar súlyemelője megtisztelő címet. (1999, 2000, 2001)

#### Kiemelkedő eredményei

##### Olimpia
Ausztrália egyik nagyvárosa, Sydney adott otthont a XXVII., a 2000. évi nyári olimpiai játékok súlyemelő tornájának, ahol a nemzeti pontszerzőként a 6. helyen végzett.
Görögország fővárosában, Athénban rendezték a XXVIII., a 2004. évi nyári olimpiai játékok súlyemelő tornáját, ahol a 105 kg-os súlycsoportban sérülés miatt visszalépett.

##### Világbajnokság
- 1997-ben Dél-Afrika nagyvárosában, Fokvárosban került sor a junior világbajnokságra, ahol bronzérmes
- 1999-ben Csiba adott otthont az egyetemi és főiskolai világbajnokságnak, ahol ezüstérmes
- 1999-ben Görögországban Athén adott otthont a tornának, ahol a 10. helyen végzett

##### Európa-bajnokság
- 1996-ban Csehországban Prága adott otthont junior Európa-bajnokságnak, ahol aranyérmes
- 1999-ben La Corunaban az 5. helyen végzett
- 2001-ben Trencinben– lökésben ezüstérmes, összetettben bronzérmes

##### Országos bajnokság
- 2000-ben Kazincbarcika adott helyszínt a BorsodChem Magyar Nagydíjnak, ahol súlycsoportjában (94 kg) győztes, az abszolút versenyben – bronzérmes.
- ötszörös felnőtt magyar bajnok (1997, 1998, 1999, 2000, 2001)
- sokszoros felnőtt- és korosztályos országos csúcstartó
  - Legjobb eredményei 94 kg-ban
    - összetett eredménye: 397.5 kg - országos csúcs, az 1 kg-os szabály bevezetése után 397 kg-ra módosítva, örökös országos csúcs 2019.01.01-től
    - szakítás eredménye: 180 kg - örökös országos csúcs 2019.01.01-től
    - lökéseredménye: 222.5 kg -  országos csúcs, az 1 kg-os szabály bevezetése után 222 kg-ra módosítva, örökös országos csúcs 2019.01.01-től

  - Legjobb eredményei 105 kg-ban
    - összetett eredménye: 412.5 kg - országos csúcs, az 1 kg-os szabály bevezetése után 412 kg-ra módosítva, örökös országos csúcs 2019.01.01-től
    - szakítás eredménye: 182.5 kg
    - lökéseredménye: 230 kg - örökös országos csúcs 2019.01.01-től

2001-től sérülés nehezítette a felkészüléseit. 2002 tavaszán az Európa-bajnokság után közel két évre abbahagyta a súlyemelést, ezidő alatt megműtötték. 2004 februárjában újra edzésbe állt és sikerült kiharcolnia az olimpiai részvételt. Az idő kevésnek bizonyult a felkészülésre, amit sérülések árnyékoltak be. Athénban az első gyakorlatánál megsérült a könyöke, a versenytől visszalépett. Ezt követően doppingvétség miatt kizárták a versenyből (nem adott vizeletmintát).
A súlyemeléstől visszavonult,majd jogász lett.